# Канналонга
Канналонга, Канналонґа (італ. Cannalonga) — муніципалітет в Італії, у регіоні Кампанія,  провінція Салерно.
Канналонга розташована на відстані близько 300 км на південний схід від Рима, 110 км на південний схід від Неаполя, 70 км на південний схід від Салерно.
Населення — 1065 осіб (2014).
Покровитель — San Turibio.

## Демографія
Населення за роками:

Станом на 1 січня 2023 року в муніципалітеті офіційно проживало 12 іноземців з 8 країн, серед них 8 громадян країн Євросоюзу та 1 громадянин України.

## Сусідні муніципалітети
- Кампора
- Моїо-делла-Чивітелла
- Нові-Велія
- Валло-делла-Луканія